# Nikab
Nikab (tudi niqab) je oznaka za tančico, značilno za ženska muslimanska pokrivala. Običajno zakriva obraz, ne pa tudi oči, čeprav v splošni rabi - zlasti v Evropi - izraz pogosto zamenjuje druga, bolj natančna poimenovanja, kot so burka ali sitar (oblačilo). 